# Fourth Division 1991-1992
La Fourth Division 1991-1992, conosciuta anche con il nome di Barclays Fourth Division per motivi di sponsorizzazione, è stato il 34º campionato inglese di calcio di quarta divisione, l'ultimo con questa denominazione. Nella stagione successiva, infatti, l'introduzione della Premier League, come nuova massima serie, ha determinato il declassamento delle prime tre divisioni professionistiche, che sono scese tutte di un livello nella piramide calcistica inglese. La Fourth Division ha così assunto il nome di Third Division, quest'ultima quello di Second Division ed in conseguenza di ciò, la vecchia First Division è scalata da primo a secondo livello del sistema.
La stagione regolare ha avuto inizio il 17 agosto 1991 e si è conclusa il 5 maggio 1992, mentre i play off si sono svolti tra il 10 ed il 23 maggio 1992. Ad aggiudicarsi il titolo è stato il blasonato Burnley, al primo successo nella competizione. I Clarets diventano così una delle cinque squadre, insieme a Sheffield United, Portsmouth Wolverhampton Wanderers e Preston North End, ad essersi laureate campioni in ognuno dei quattro campionati professionistici inglesi. Le altre tre promozioni nella nuova Football League Second Division sono state invece conseguite dal Rotherham United (2º classificato), dal Mansfield Town (3º classificato) e dal Blackpool (vincitore dei play off).
Capocannonieri del torneo sono stati Dave Bamber (Blackpool) e Phil Stant (Mansfield Town) con 26 reti a testa.

## Stagione

### Novità
Al termine della stagione precedente, insieme ai campioni di lega del Darlington, salirono direttamente in Third Division anche: lo Stockport County (2º classificato), l'Hartelpool United (3º classificato) ed il Peterborough United (4º classificato). Mentre il Torquay United che giunse al 7º posto, ottenne la promozione attraverso i play-off. Il Wrexham, ultimo classificato, riuscì invece ad evitare la retrocessione in Conference League e venne riammesso in Fourth Division, in seguito all'ampliamento dell'organico della Football League.
Queste cinque squadre furono rimpiazzate dalla tre retrocesse dalla Third Division: Crewe Alexandra, Rotherham United e Mansfield Town e dalla neopromossa proveniente dalla Conference League: Barnet (per il club londinese si trattò del debutto nella Football League).

### Formula
Dopo la modifica della stagione precedente, il regolamento di promozioni e retrocessioni torna ad essere quello consueto. Quindi, prime tre classificate che salgono direttamente nella nuova Second Division, terza promozione assegnata tramite play off, fra le squadre giunte dal 4º al 7º posto ed l'ultima classificata che retrocede in Conference League.

## Squadre partecipanti
| Squadra           | Città                | Stadio                    | Stagione precedente                     |
| ----------------- | -------------------- | ------------------------- | --------------------------------------- |
| Aldershot         | Aldershot            | Recreation Ground         | 23º posto in Fourth Division            |
| Barnet            | Londra (High Barnet) | Underhill Stadium         | 1º posto in Conference League, promosso |
| Blackpool         | Blackpool            | Bloomfield Road           | 5º posto in Fourth Division             |
| Burnley           | Burnley              | Turf Moor                 | 6º posto in Fourth Division             |
| Cardiff City      | Cardiff              | Ninian Park               | 13º posto in Fourth Division            |
| Carlisle Utd      | Carlisle             | Brunton Park              | 20º posto in Fourth Division            |
| Chesterfield      | Chesterfield         | Saltergate                | 18º posto in Fourth Division            |
| Crewe Alexandra   | Crewe                | Gresty Road               | 22º posto in Third Division, retrocesso |
| Doncaster Rovers  | Doncaster            | Belle Vue                 | 11º posto in Fourth Division            |
| Gillingham        | Gillingham           | Priestfield Stadium       | 15º posto in Fourth Division            |
| Halifax Town      | Halifax              | The Shay                  | 22º posto in Fourth Division            |
| Hereford United   | Hereford             | Edgar Street              | 17º posto in Fourth Division            |
| Lincoln City      | Lincoln              | Sincil Bank               | 14º posto in Fourth Division            |
| Maidstone Utd     | Maidstone            | Watling Street (Dartford) | 19º posto in Fourth Division            |
| Mansfield Town    | Mansfield            | Field Mill                | 24º posto in Third Division, retrocesso |
| Northampton Town  | Northampton          | County Ground             | 10º posto in Fourth Division            |
| Rochdale          | Rochdale             | Spotland Stadium          | 12º posto in Fourth Division            |
| Rotherham United  | Rotherham            | Millmoor                  | 23º posto in Third Division, retrocesso |
| Scarborough       | Scarborough          | Seamer Road               | 9º posto in Fourth Division             |
| Scunthorpe United | Scunthorpe           | Glanford Park             | 8º posto in Fourth Division             |
| Walsall           | Walsall              | Bescot Stadium            | 16º posto in Fourth Division            |
| Wrexham           | Wrexham              | Racecourse Ground         | 24º posto in Fourth Division, riammesso |
| York City         | York                 | Bootham Crescent          | 21º posto in Fourth Division            |

## Classifica finale
|  | Pos. | Squadra          | Pt | G  | V  | N  | P  | GF | GS | DR  |
|  | ---- | ---------------- | -- | -- | -- | -- | -- | -- | -- | --- |
|  | 1    | Burnley          | 83 | 42 | 25 | 8  | 9  | 79 | 43 | +36 |
|  | 2    | Rotherham Utd    | 77 | 42 | 25 | 8  | 9  | 79 | 43 | +36 |
|  | 3    | Mansfield Town   | 77 | 42 | 22 | 11 | 9  | 70 | 37 | +33 |
|  | 4    | Blackpool        | 76 | 42 | 23 | 8  | 11 | 75 | 53 | +22 |
|  | 5    | Scunthorpe Utd   | 72 | 42 | 22 | 10 | 10 | 71 | 45 | +26 |
|  | 6    | Crewe Alexandra  | 70 | 42 | 21 | 9  | 12 | 64 | 59 | +5  |
|  | 7    | Barnet           | 69 | 42 | 21 | 6  | 15 | 81 | 61 | +20 |
|  | 8    | Rochdale         | 67 | 42 | 18 | 13 | 11 | 57 | 53 | +4  |
|  | 9    | Cardiff City     | 66 | 42 | 17 | 15 | 10 | 66 | 53 | +13 |
|  | 10   | Lincoln City     | 62 | 42 | 17 | 11 | 14 | 50 | 44 | +6  |
|  | 11   | Gillingham       | 57 | 42 | 15 | 12 | 15 | 63 | 53 | +10 |
|  | 12   | Scarborough      | 57 | 42 | 15 | 12 | 15 | 64 | 68 | –4  |
|  | 13   | Chesterfield     | 53 | 42 | 14 | 11 | 17 | 49 | 61 | –12 |
|  | 14   | Wrexham          | 51 | 42 | 14 | 9  | 19 | 52 | 73 | –21 |
|  | 15   | Walsall          | 49 | 42 | 12 | 13 | 17 | 48 | 58 | –10 |
|  | 16   | Northampton Town | 46 | 42 | 11 | 13 | 18 | 46 | 57 | –11 |
|  | 17   | Hereford Utd     | 44 | 42 | 12 | 8  | 22 | 44 | 57 | –13 |
|  | 18   | Maidstone Utd    | 42 | 42 | 8  | 18 | 16 | 45 | 56 | –11 |
|  | 19   | York City        | 40 | 42 | 8  | 16 | 18 | 42 | 58 | –16 |
|  | 20   | Halifax Town     | 38 | 42 | 10 | 8  | 24 | 34 | 75 | –41 |
|  | 21   | Doncaster        | 35 | 42 | 9  | 8  | 25 | 40 | 65 | –25 |
|  | 22   | Carlisle Utd     | 34 | 42 | 7  | 13 | 22 | 41 | 67 | –26 |
|  | ---  | Aldershot        | 0  | 0  | 0  | 0  | 0  | 0  | 0  | 0   |

Legenda:
      Promosso in Football League Second Division 1992-1993.
  Ammesso ai play-off.
      Retrocesso in Conference League 1992-1993.
      Ritirato dal campionato.
Regolamento:
Tre punti a vittoria, uno a pareggio, zero a sconfitta.
In caso di arrivo di due o più squadre a pari punti, la graduatoria verrà stilata secondo i seguenti criteri:
- differenza reti
- maggior numero di gol segnati

Note:

L'Aldershot si è ritirato dal campionato il 25 marzo 1992, dopo aver disputato 36 gare. I risultati conseguiti fino a quel momento sono stati annullati.

## Spareggi

### Play-off

#### Tabellone
|  | Semifinali | Semifinali      | Semifinali | Semifinali | Semifinali |  |  | Finale              | Finale              | Finale |  |
|  |            |                 |            |            |            |  |  |                     |                     |        |  |
|  | 7          | Barnet          | 1          | 0          | 1          |  |  |                     |                     |        |  |
|  | 4          | Blackpool       | 0          | 2          | 2          |  |  | Blackpool (4-3 dcr) | Blackpool (4-3 dcr) | 1      |  |
|  | 6          | Crewe Alexandra | 2          | 0          | 2          |  |  | Scunthorpe Utd      | Scunthorpe Utd      | 1      |  |
|  | 5          | Scunthorpe Utd  | 2          | 2          | 4          |  |  |                     |                     |        |  |

#### Semifinali
|                   | Risultati |                   | Luogo e data               |
| ----------------- | --------- | ----------------- | -------------------------- |
| Barnet            | 1-0       | Blackpool         | Londra, 10 maggio 1992     |
| Blackpool         | 2-0       | Barnet            | Blackpool, 13 maggio 1992  |
|                   |           |                   |                            |
| Crewe Alexandra   | 2-2       | Scunthorpe United | Crewe, 10 maggio 1992      |
| Scunthorpe United | 2-0       | Crewe Alexandra   | Scunthorpe, 13 maggio 1992 |
|                   |           |                   |                            |

#### Finale
|           | Risultati     |                   | Luogo e data                             |
| --------- | ------------- | ----------------- | ---------------------------------------- |
| Blackpool | 1-1 (4-3 dcr) | Scunthorpe United | Londra (Wembley Stadium), 23 maggio 1992 |
|           |               |                   |                                          |